# Paweł Bielski
Paweł Bielski z Olbrachcic herbu Jelita (zm. po 1713 roku) – skarbnik lubelski w latach 1700–1713, sędzia grodzki lubelski w latach 1688-1709, konsyliarz województwa lubelskiego w konfederacji sandomierskiej 1704 roku.
Deputat na Trybunał Główny Koronny w kadencji 1701/1702 roku z województwa lubelskiego.